# 이가라시 미키오
이가라시 미키오(いがらしみきお, 1955년 1월 13일 ~ )는 일본의 만화가이다. 본명은 필명과 읽는 법이 같고 五十嵐 三喜夫라고 쓴다. 미야기현 출신으로 고등학교를 중퇴한 뒤 광고 회사, 인쇄소 등을 거쳐 1979년 만화가로 데뷔했다. 주로 4컷 만화 장르에서 활약하고 있으며, 대표작으로는 《보노보노》, 《닌자펭귄 만마루》 등이 있다. 1983년 제12회 만화가협회상 우수상, 1988년 제12회 고단샤 만화상, 1998년 제43회 쇼가쿠칸 만화상을 수상했다.